# 부관연락선
| 부관연락선 • 부박연락선                   | 부관연락선 • 부박연락선                                                                                          |
| ----------------------------------------- | --- |
| 시모노세키 철도 잔교에 정박하는 게이후쿠. | |
| 항로 거리                                 | 부관연락선(부산 ~ 시모노세키) 240km 부박연락선(부산 ~ 하카타) 215km                                              |
| 역명 • 잔교명                             | 시모노세키역 • 시모노세키 철도 잔교 (북위 33° 56′ 58.5″ 동경 130° 55′ 39.5″ / 북위 33.949583° 동경 130.927639° ) |
| 역명 • 잔교명                             | 하카타역 • 하카타 철도 잔교 (북위 33° 36′ 36.6″ 동경 130° 24′ 8.7″ / 북위 33.610167° 동경 130.402417° )          |
| 역명 • 잔교명                             | 부산잔교역 • 부산 세관 잔교 (북위 35° 6′ 13.4″ 동경 129° 2′ 29.1″ / 북위 35.103722° 동경 129.041417° )           |

부관연락선(일본어: 関釜連絡船 かんふれんらくせん[*]))은 대한민국의 부산과 일본의 시모노세키(下関)를 왕복하는 국제 여객선이다. 1905년 9월 11일에 최초의 부관연락선인 잇키마루(壹岐丸)가 취항했다. '부관'(釜關)이라는 이름은 부산의 앞글자(釜, 부)와 시모노세키의 뒷글자(關, 관)를 딴 것이다.
연락선이라는 명칭은 협의로는 일제강점기 및 그 이전의 일본측 노선을 의미하지만, 관습적으로 동 항로를 이어받아 운행하는 현재의 부관 페리도 위와 같이 부르기도 한다.

## 항로 개요
부산(釜山)~시모노세키(下關) 간 240km.

## 역사
부관연락선의 운행은 1905년에 당시 산요 본선을 운영하던 사철회사 산요철도의 자회사인 산요기선에 의해 개통되었다. 이후 1906년에 산요철도의 국철 합병에 의해서 일본 국철에 인수되었으며, 1945년 2차 대전 말기에 미군 공습의 격화로 운행이 불가능해질 때까지 유지되었다. 해방 이후 국교단절로 인해 정기 운항은 폐지되었으나, 1970년에 해당 항로를 이어받아 부관페리가 개설되어 운항 중이다.

## 같이 보기
- 부관 페리
  - 부관 훼리
  - 관부 훼리